# Sialia
Pour l’article ayant un titre homophone, voir Merle bleu.
Genre
Sialia est un genre de passereaux de la famille des Turdidae uniquement représenté en Amérique du Nord et en Amérique centrale. Ses trois espèces sont nommées merlebleu.

## Liste des espèces
D'après la classification de référence du Congrès ornithologique international (ordre phylogénique) :
- Merlebleu de l'Est — Sialia sialis (Linnaeus, 1758)
- Merlebleu de l'Ouest — Sialia mexicana Swainson, 1832
- Merlebleu azuré — Sialia currucoides (Bechstein, 1798)

## Répartition géographique

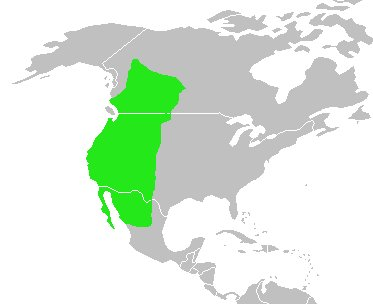
Aire de répartition globale de Sialia currucoides (Merlebleu azuré)

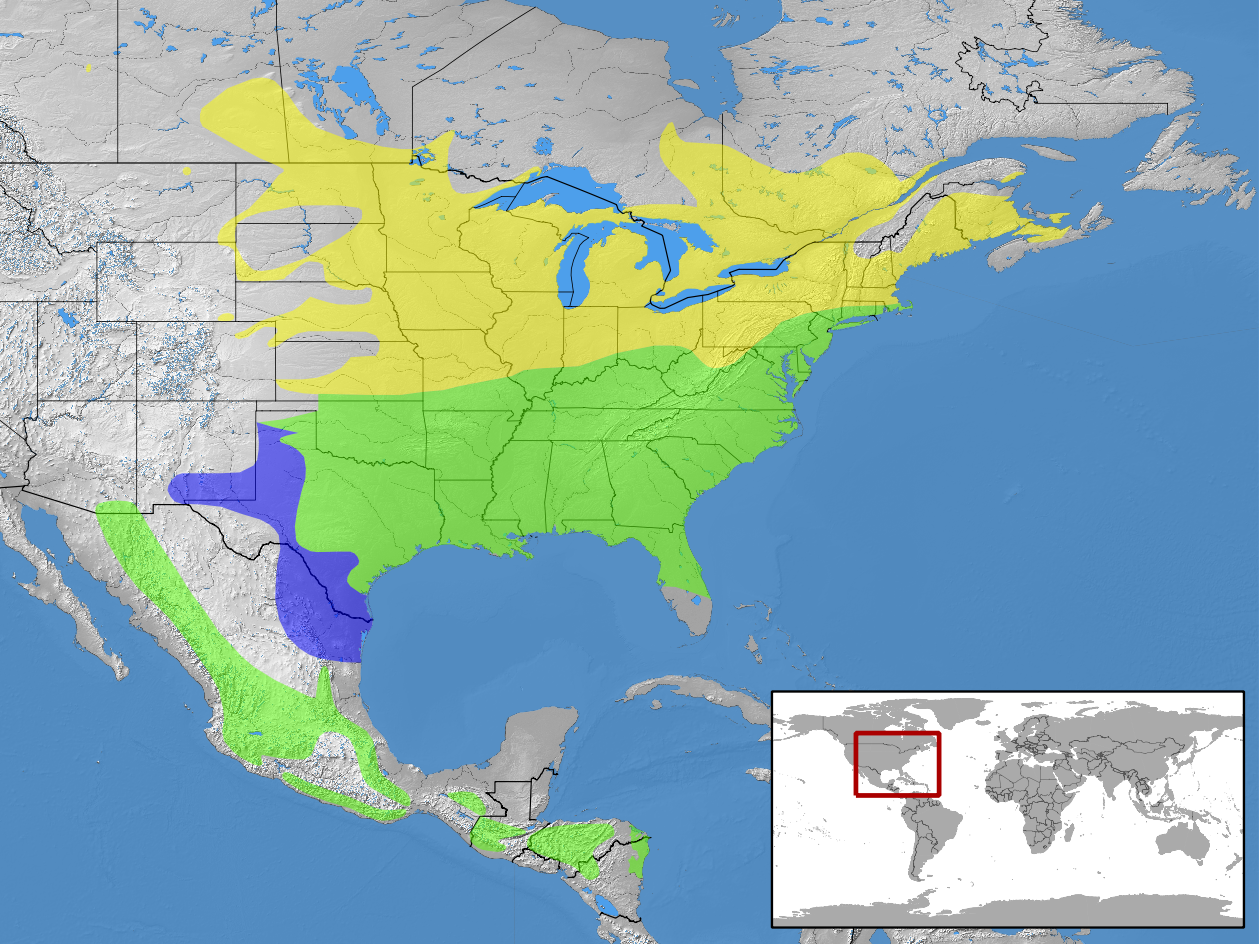
Aire de répartition de Sialia sialis (Merlebleu de l'Est)
Jaune : aire de reproduction (été)
Bleu : aire d'hivernage
Vert : populations sédentaires

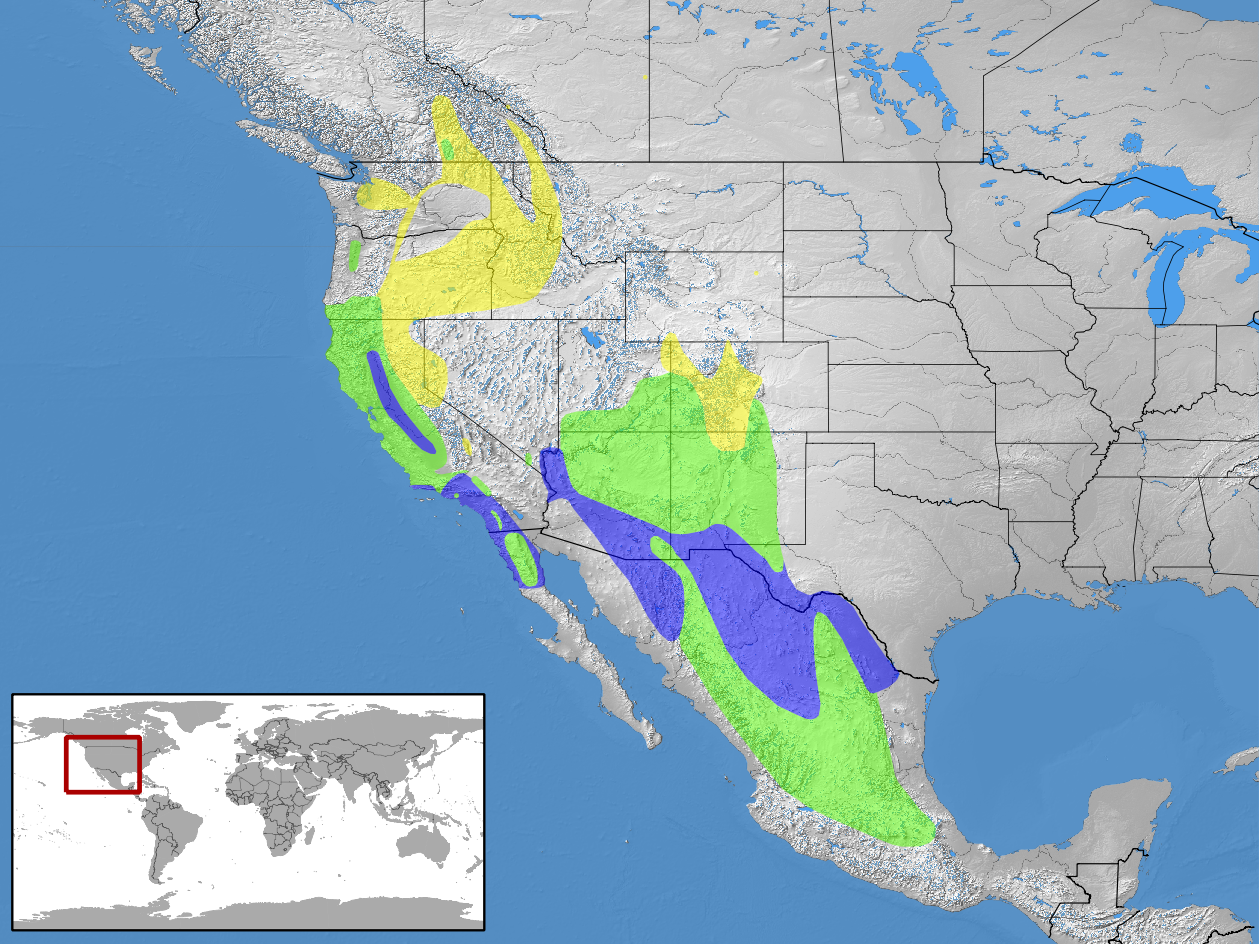
Aire de répartition détaillée de Sialia mexicana (Merlebleu de l'Ouest)
Jaune : aire de reproduction (été)
Bleu : aire d'hivernage
Vert : populations sédentaires